# Місто гріхів
«Місто гріхів» (англ. «Sin City») — цикл графічних новел (коміксів) американського письменника і художника Френка Міллера.
Цикл являє собою складно організовану послідовність притч з напруженими кримінальними сюжетами і чітко вираженими моральними посиланнями.
Сюжети новел часто переплітаються, а головні герої одних історій циклу виявляються другорядними героями інших.

## Сюжет
Дія циклу розгортається у вигаданому місті Бейсін-Сіті, який був заснований як перевалочний пункт на шляху золотошукачів, де вони могли продати здобич і відпочити з дівчатками — звідси і пристане до Бейсін-Сіті прізвисько «Місто гріхів» (від англ. Basin City - Sin City). Місто розросталося, не втрачаючи, проте, слави столиці пороку. З моменту заснування і до нашого часу він залишався одним з найнебезпечніших міст Америки. У влади в ньому знаходяться наскрізь корумповані політики, які ділять сфери впливу з мафіозними кланами при потуранні продажної поліції. Серцем Бейсін-Сіті залишається «Старе Місто» — квартал публічних будинків, порядок у якому підтримують збройні загони повій. Вони готові відстоювати свою незалежність до останнього, і ні мафія, ні поліція не наважується втручатися в їхні справи.
Герої новел Міллера — люди зазвичай дуже малоприємні. Життя в порочне Місті привчила їх до цинізму і жорстокості. Однак Місто створює такі ситуації, коли персонажі з неминучістю демонструють найпотаємніші і глибокі людські якості. Когось з них веде за сюжетом почуття провини, когось — любов, когось — бажання захистити слабшого. Місто приймає це як жертву, але залишається безжалісний — як правило, сюжети новел Міллера позбавлені від щасливих фіналів. Здобувши особисту моральну перемогу, герой виявляється не в силах змінити світ в цілому і гине.
Графічне рішення творів циклу — переважно чорно-біле і різко контрастну, стиль отрисовки варіюється від нарочито-недбалого з порушенням пропорцій фігур і предметів, іноді доходить до схематичного, до скрупульозного, максимально деталізованого. Лише з новели «Ця жовта мерзота» Міллер починає використовувати колір, зазвичай лише один відтінок на весь твір, що виділяє якогось персонажа або пов'язану з ним деталь — колір очей, волосся, одягу і т. ін.
У книгах циклу, що незвично для жанру графічної новели, досить багато тексту, який у більшості випадків подається у вигляді внутрішнього монологу протагоніста.

## Книги
У циклі вийшли наступні новели:
- «The Hard Goodbye» (епізодами в Dark Horse 5th Anniversary Special і Dark Horse Presents # 51-62 в 1991–1992, окреме видання в 1993 у під назвою «Sin City»).
- «A Dame to Kill For» (випусками в 1993 — 1994).
- «The Big Fat Kill» (випусками в 1994 — 1995).
- «That Yellow Bastard» (випусками в 1996).
- «Family Values» (відразу окремим виданням в 1997 у).
- «Hell and Back (a Sin City Love Story)» (випусками в 1999–2000).

Крім того, в цикл входить цілий ряд невеликих за обсягом (від трьох до декількох десятків сторінок) творів, що виходили в різні роки і склали збірку («Booze, Broads & Bullets»).

## Екранізації
В 2005 у на екрани вийшов фільм «Місто гріхів», поставлений Робертом Родрігесом і Френком Міллером при участю Квентіна Тарантіно. Фільм складається з трьох новел, в основу яких покладено графічні романи «Важке прощання», «Велика смачна різанина», «Ця жовта мерзота», крім того короткий пролог і епілог до фільму зняті по короткій новелі «Клієнт завжди правий». Фільм отримав широкий резонанс. У серпні 2014 вийшло в прокат його продовження «Місто гріхів 2: Жінка, заради якої варто вбивати», поставлене за романом «Жінка, за яку варто вбивати» з додаванням ще двох спеціально написаних Міллером сюжетних ліній. В якості прологу використана новела «Бухло, телиці і кулі».